# Chinchilla (Queensland)
Chinchilla ist eine Stadt mit etwa 6.300 Einwohnern im australischen Bundesstaat Queensland. Chinchilla befindet sich 293 Kilometer nordwestlich von Brisbane und 185 Kilometer östlich von Roma am Warrego Highway. Die Stadt liegt im Verwaltungsgebiet (LGA) Western Downs Region.
Gegründet wurde die Stadt 1877, als man die Eisenbahn von Brisbane über Toowoomba weiter nach Dalby baute. Die Ufer des Charley Creek schienen ein idealer Platz für eine Stadt.
Landwirtschaft war über lange Zeit die Haupteinnahmequelle der Stadt, vor allem die Rinder- und Schweinezucht, aber auch die Wollproduktion. Mit dem Rohstoffboom der vergangenen Jahre, dem Kogan Creek Kraftwerk sowie anderen Kohle- und Gasprojekten, erlebte die Stadt ein starkes Wachstum und die Häuserpreise gingen deutlich in die Höhe.
Chinchilla ist mit dem jährlich stattfindenden Chinchilla Melon Festival auch als Melonenhauptstadt von Australien bekannt.
Bei den Überschwemmungen in Queensland 2011 musste der Ort, mit etwa zwei Wochen Abstand, sogar zweimal evakuiert werden.

## Söhne und Töchter der Stadt
- David Littleproud (* 1976), Politiker
- George Miller (* 1945), Filmregisseur, Drehbuchautor und Filmproduzent
- Ben Ross (* 1980), Rugbyspieler